# 道の駅うつのみや ろまんちっく村
道の駅うつのみや ろまんちっく村（みちのえき うつのみや ろまんちっくむら）は、栃木県宇都宮市新里町にある国道293号の道の駅である。

## 概要
宇都宮市の市制施行100周年記念・農政事業の一環として農林業の振興、地域の活性化、市民の余暇活動の充実を目的に事業化され、1996年（平成8年）9月14日にろまんちっく村が開園した（正式名称は宇都宮市農林公園ろまんちっく村）。2012年（平成24年）9月22日に道の駅としてリニューアルオープンした。

## 施設
いちご摘みやラベンダー摘みなど、年間を通して農産物の収穫体験イベントが催され、また入園料が無料であることや1,000台を超える無料駐車場を有し宇都宮環状道路の周縁に所在するためアクセスがよいことも手伝って、年間140万人前後の入場者がある。園内は主に農園施設と農産物の物販施設で構成されるが、農業関係の施設以外にレジャー施設として温泉施設「ヴィラ・デ・アグリ（旧・ろまんの湯）」が併設されるほか、オリジナルの「地ビール」や、「地ビールソフトクリーム」なども販売され、これらを目的とする利用者も多い。園内のビール醸造所にてチョコレート風味のショコラビールというものもつくられている。
計画時は入場料金徴収を予定していたため、料金ゲートが設けられているが開園以来使用されていない。利用者数は開園した1997年以降年々減少し、開園10周年を期にリニューアル等さまざまな対策が施されたが経営は好転しなかった。市は指定管理者制度の導入に踏み切り、地場の外食企業に決定したものの不祥事により辞退された。再度の選定で「株式会社ファーマーズ・フォレスト」と契約、第三セクター会社「株式会社ろまんちっく村」を清算した。ファーマーズ・フォレストによる斬新な運営構造改革により、収支は大幅に改善され入場者数も増加に転じ、好調に推移している。

### 農園施設
- クラインガルテン
- ろまんちっくファーム
  - 園内の飲食店で使用する野菜・果物の栽培のほか、収穫を体験できる施設[11]。
- 堆肥プラント
  - 園内の生ごみ等から堆肥を作る設備。
- 体験センター
- 展示棟

### 飲食・物販
出典
- 村の食堂・畑の台所「麦の楽園」
  - ブルワリー併設
- パン焼き工房のっぽさん
- ファーストフード＆パン工房 DELI
- ファーストフードコートとちのは
  - そば処くにもと
  - ラーメン餃子処にっさと
- ろまんちっく村市場「あおぞら館」
  - 農産物直売所
- 多目的ドーム「ローズハット」
  - イベント・催事・休憩コーナーなどから成る温室ドーム。
  - 2023年2月4日より旧熱帯温室を改装した「大谷石ギャラリー」開設[13]

### 保養施設
出典
- ヴィラ・デ・アグリ
  - 温泉施設 天然温泉「湯処あぐり」
  - 温水プール「アグリ・スパ」（屋内プール、屋外プール（夏季限定）、内風呂
  - 飲食「ゆず庵」
  - 宿泊施設（和室6室、洋室3室、和洋室1室。宿泊料は素泊まりのみで、夕食・朝食は別料金となるが要予約で園内の施設利用可能）。

### 公園施設
- おいしい街・噴水プラザ
  - モニュメント広場で滝、噴水などがある憩いの場所。
- みのりの森
  - 落葉・広葉樹林で散策路が整備されている。孟宗竹が植生されており、筍掘りもできる。[15]。
- つるの家
  - 姉妹都市のチチハル市から贈られた丹頂鶴の飼育施設で、みのりの森の散策路から見学できる[15]。
- にぎわい広場
  - 広大な芝生広場。サーカスなどの公演や[16]、宇都宮シクロクロス[17] などスポーツ大会の会場ともなる[11]。
- ポケットパーク
  - 遊具施設を有し、ファミリーで遊べる芝生公園であったが、後述のホテル建設のため、遊具施設はみのりの森へ移設され閉鎖。

## アクセス
自動車
- 国道293号 - 登録路線
  - 栃木県道22号大沢宇都宮線（新里街道）
- E4 東北自動車道 10 宇都宮ICより約5分。

公共交通機関（路線バス）
- 東日本旅客鉄道（JR東日本）宇都宮駅西口より関東自動車（関東バス） ろまんちっく村行きで「正面ゲート」下車。

## 外部施設
- フェアフィールド・バイ・マリオット・栃木宇都宮（飲食エリアに隣接、ホテル公式サイト も参照）[5][10][18][19][20]
  - 積水ハウスとマリオット・インターナショナルの合弁事業により、「Trip Base 道の駅プロジェクト」として関東地方では第1号のホテルが2020年（令和2年）10月7日にオープンした[5][10][19][20]。